# 鶏雑炊
鶏雑炊（とりどせ）は、千葉県の郷土料理。鶏肉団子を入れた雑炊である。とりぞせやとっどせとも呼ばれる。
房総半島の南側、富山町（現・南房総市）などは魚介類に恵まれており、「日本酪農の発祥の地」とも呼ばれるなど、酪農も盛んであった。どこの家でも卵のために鶏を飼っており、卵を産まなくなった鶏は正月、祭り、集会の際のごちそうとして食された。そういった鶏肉や鶏軟骨をたたいて団子にして食することは、食料を無駄なく食べる工夫でもあった。
ご飯ではなく、うどんを入れることもある。
千葉県では学校給食としても提供されており、市原市の市立小学校、中学校、幼稚園では「鶏どせ風スープ」というアレンジメニューの提供もされている。